# Ariel Krasouski
Ariel José Krasouski (San José de Mayo, 31 maggio 1958) è un ex calciatore uruguaiano, di ruolo centrocampista. È un procuratore sportivo, cura tra gli altri gli interessi del giocatore uruguaiano Diego Laxalt.

## Palmarès

### Club

#### Competizioni nazionali
- Campionato argentino: 1

Boca Juniors: 1991
- Segunda División Profesional de Uruguay: 1

Basáñez: 1993

#### Competizioni internazionali
- Supercoppa Sudamericana: 1

Boca Juiors: 1989